# Molino de la Luz de Potries
El Molino de la Luz es un antiguo molino hidráulico ubicado en el extremo noreste del término de Potries, en el vértice con la Font d'en Carròs y Beniflà, en la comarca de la Safor. Recibe también los nombres de Molino de Bautistet o Batiste y Molino de la Serrería.

## Contexto
El molino está situado en la partida de la Octava, en el término de Potries. Forma parte de la red de acequias alimentadas por la acequia Común de Oliva, en este caso mediante la acequia de Miramar.
El agua como fuerza para mover ingenios tuvo gran importancia en la Safor. En la Concordia de 1511 los molinos se describen detalladamente. Además, los molinos constituían una de las principales fuentes de ingresos de los señoríos locales. Y así, aunque la presencia de molinos en la comarca ya había ido en aumento, fue a partir de la supresión de los señoríos a inicios del siglo XIX cuando su número crece más, contando con cerca de sesenta a finales de ese siglo.
Los molinos tienen varios usos. Uno es la transformación de la producción agrícola, lo que en este caso lleva por un lado los molinos harineros y por otro a los arroceros. En el siglo XVIII consta en la Safor la existencia de producción de trigo y maíz, y la expansión del arroz. Además de estos usos, la fuerza hidráulica puede utilizarse para generar electricidad, como también se hizo en el Molino de la Luz a inicios del siglo XX; y esta energía puede venderse o utilizarse, en este caso para el alumbrado público y la fabricación de almidón.

## Historia
Su construcción se data en el siglo XVIII. Se le hicieron transformaciones hacia finales del siglo XIX y la década de 1980.
Inicialmente se utilizaba como molino harinero que molía trigo y maíz para hacer harina y cebada. Luego se convirtió también en fábrica de electricidad en 1907, para la compañía Adrover, mediante una turbina de 17 CV, para la iluminación de Beniarjó y Beniflà. Por un tiempo fue también un aserradero, como indica uno de sus nombres. En 1922 se transformó en fábrica de almidón sin dejar de actuar como molino hasta el cese de su actividad hacia 1973.
El molino era propiedad de la familia Miret, de Gandia, quienes molieron hasta el año 1955, cuando era el encargado Baptista Montaner, quien con sus dos hijos, Baptista y Francesc, eran picadores de las piedras de las muelas no sólo para el Molino de la Luz, sino también para otros de la comarca, como Tola, Cañizo, Anoers, Alcudiola, Fabrilo y Nou de Beniflà.
Aunque en 1994 se encontraba en un estado de conservación lamentable, la misma fuente informa que en 2004 había sido recientemente rehabilitado como vivienda.

## Descripción

### Edificio
La ficha de la Generalitat Valenciana, elaborada en 1994, sostiene que el edificio se encontraba en un estado de conservación lamentable. En el edificio se aprecian tres estructuras anexas diferenciadas.

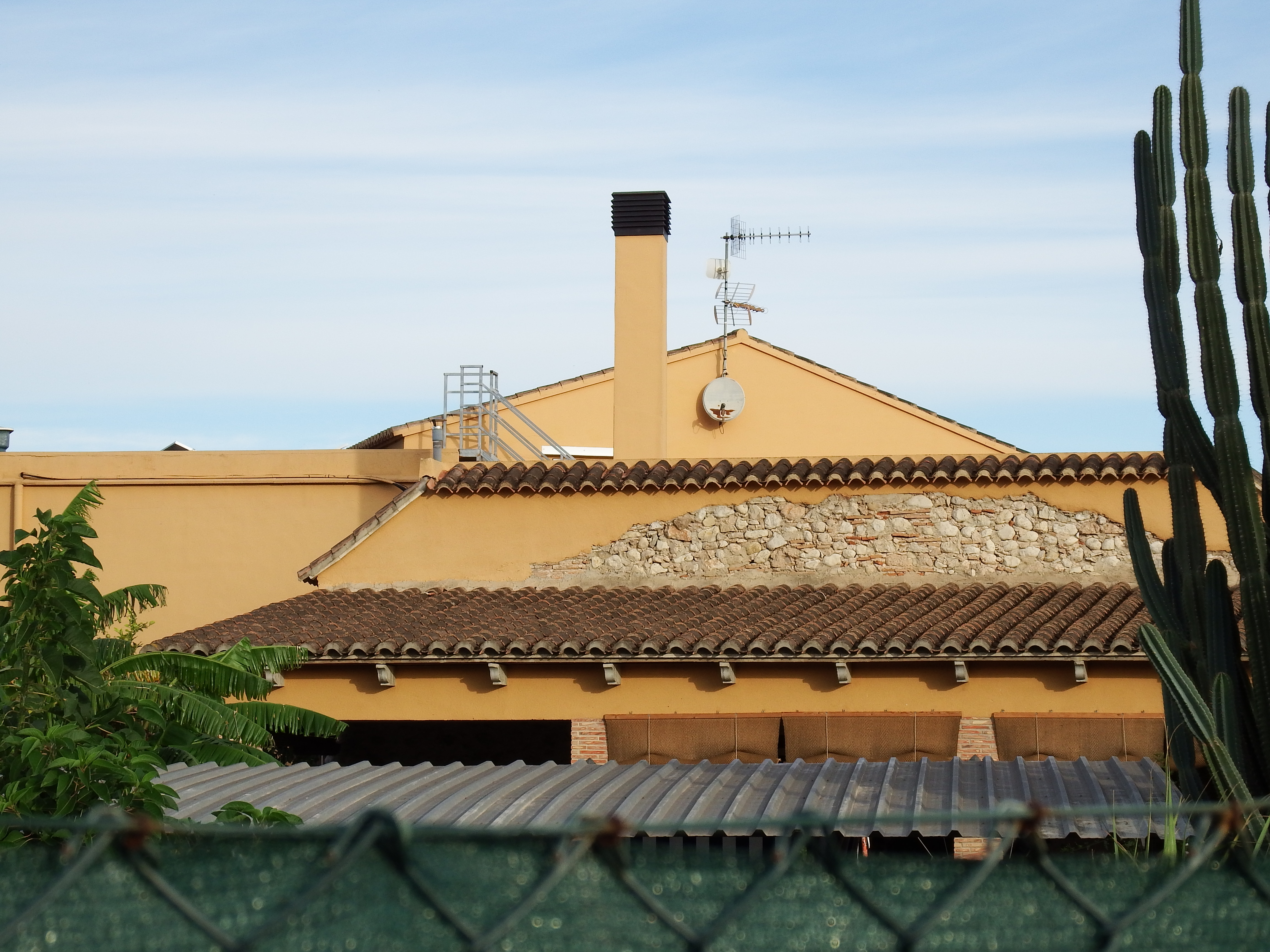
Vista desde el sur

La primera, que queda en el extremo meridional, tiene planta aproximadamente rectangular y su estado de conservación era el más deficiente del conjunto, teniendo la cubierta totalmente derruida. Parte del lienzo meridional y la totalidad de la occidental presenta fábrica de mampostería irregular, a base de cantos rodados sin desbastar y mortero de cal en las entrejuntas. Las esquinas se construyen alternando verdugadas de baldosa maciza y mampostería, trabado con mortero de cal. Estos lienzos parecen los más antiguos del edificio, datándolos quizás en el siglo XVIII. En la cara meridional y sitúa un va rectangular que da entrada a este sector del edificio, se cubre con arco escarzano construido en baldosa al igual que el jambaje. Algo más al este de este acceso se intuye otro cegado, es de dimensiones menores y tiene un dintel de madera que queda imbuido en el muro. El paramento oriental presenta fábrica más moderna, a base de mampostería careada y mortero de cal, con restos de un basto rebozado de cemento con gravas de diminuto calibre. Dos vanos rectangulares cubiertos con arcos escarzanos y cegados se abren en este muro, tanto las jambas como los arcos son de baldosa maciza. El interior conserva la estructura de dos crujías, restos de pilares, así como de viguería de madera. Sobre la fachada principal de este sector hay un entramado de vigas de madera sobre pilares de ladrillo que se cubre con un tejado de uralita.

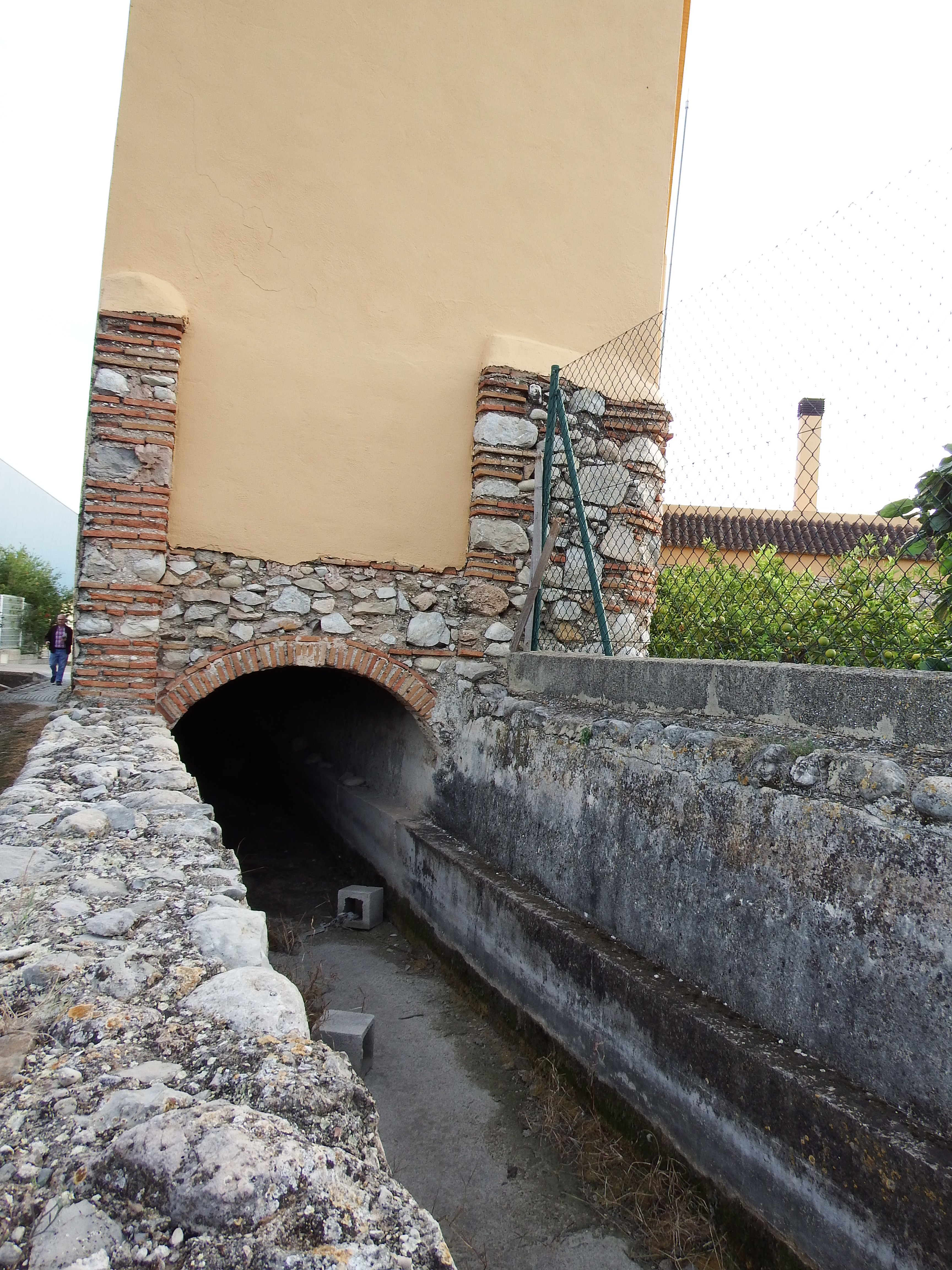
Vista desde el oeste

El segundo edificio se adosa al extremo septentrional del primero. Tiene planta rectangular, zócalo de mampostería irregular careada y mortero de cal con revoque cubriente de argamasa de cal del edificio. Presenta planta baja y primer piso, con cubierta de teja árabe a dos aguas, parte de ella derruida. La fachada principal queda al este, junto al camino. El acceso se sitúa en el extremo meridional de la misma y es un vano adovelado con jambaje de baldosa y dintel de madera. Tres vanos con arco rebajado se localiza en esta planta baja, quedando el más septentrional transformado en una puerta, los dos restantes aparecen cerrados con rejas de hierro. En el piso superior se sitúan tres aberturas rectangulares con reja de hierro. En el interior se distinguen dos crujías, y existe este espacio muy deteriorado; en el lado meridional del mismo existe una vana que comunica el primero con el segundo edificio. Esta parte del edificio parece que se construyó sobre alguna estructura precedente hacia finales del siglo XIX o principios del XX.
El tercer edificio está adosado al extremo noroeste del conjunto y es de planta trapezoidal. Dispone de planta baja y primer piso; la planta baja es de mampostería careada y mortero de cal, fábrica que coincide con partes de los sectores anteriores, y la planta superior está construida sobre viguería de hormigón y bloques de cemento en baldosa vacía y mortero de cemento. La cubierta es plana de uralita. En el interior, en la planta baja, hay una balsa de sección elíptica construida en baldosa y revestida de cemento hidráulico, en cuyo lugar se tintaban hilos en la década de 1980.

### Molino
Este molino no tiene balsa pero sí un lagar de 95 cm de diámetro y con una caída de 4 m que movía dos ruedas de álabes y dos muelas catalanas, una de 138 cm de diámetro y 16 cm de altura, y otra de 125 cm y 28 cm respectivamente.
La cacao tiene dos vueltas de cañón de 3 m de altura, 2 m de ancho y 4 m de largo antes de convertirse en una única bóveda que atraviesa todo el edificio. Uno de los compartimentos es para el vendador o ladera, que está a la izquierda del lagar, y el otro es el de la cacao propiamente dicha.